# Popular Electronics
Popular Electronics. Early Dutch electronic music from Philips Research Laboratories, 1956-1963 bevat vier cd's, twee stickers, vier posters en zeven boekjes. Deze uitgave behandelt en bevat de elektronische composities van drie Nederlandse componisten, Dick Raaijmakers (Kid Baltan), Henk Badings en Tom Dissevelt, allen werkzaam bij het Philips Natuurkundig Laboratorium van eind jaren 50 tot begin jaren 60 van de twintigste eeuw.
De door hen gecomponeerde muziek wordt als authentiek en grensverleggend beschouwd voor de hedendaagse muziek, waarin ook veel van elektronische muziek gebruik wordt gemaakt. Voorbeelden hiervan zijn groepen als Kraftwerk en Klaus Schulze. Ook Brian Eno en de "vroege" Pink Floyd zijn bekend om hun experimenten met elektronische muziek.
Naar aanleiding van deze cd-uitgave is door Henk Lamers en Jeanne de Bont de documentaire Kamer 306 gemaakt over de Nederlandse elektronische muziek uit het Philips Natuurkundig Laboratorium.
Op YouTube is een filmfragment geplaatst, waarop Dick Raaijmakers en Tom Dissevelt uitleggen en demonstreren hoe zij met hun apparatuur, waaronder door Philips gefabriceerde toongeneratoren, ruisgeneratoren en bandrecorders en zelfontwikkelde apparatuur, geluiden genereren en opnemen. De link naar dit filmfragment staat onder Externe links.
De uitgave is samengesteld door Kees Tazelaar en de productie wordt uitgebracht door Basta Music. Veel opnames zijn destijds op vinyl platen (single, ep of lp) uitgebracht door Phonogram Records van Philips.

## Cd 1
Deze cd bevat een mix van klassiek georiënteerde muziek en populaire, commerciële, elektronische muziek. Met deze cd wordt de beginfase van de elektronische muziek afgesloten.
1. Henk Badings: Kaïn en Abel, balletmuziek (1956), First episode, Introduction - Dance of the Destructive Forces, 3:44.
2. Henk Badings: Kaïn en Abel, balletmuziek (1956), First episode, Conflict, Conclusion, Transition, 2:35.
3. Henk Badings: Kaïn en Abel, balletmuziek (1956), Second episode, Passacaglia, 2:13.
4. Henk Badings: Kaïn en Abel, balletmuziek (1956), Second episode, Arioso, 2:19.
5. Henk Badings: Kaïn en Abel, balletmuziek (1956), Second episode, Conflict, Reprise (Arioso), 3:34.
6. Henk Badings: Kaïn en Abel, balletmuziek (1956), Second episode, Conflict, Finale, 2:54.
7. Kid Baltan: Song of the Second Moon, (1957), 2:48.
8. Kid Baltan: Night Train Blues, (1957), 3:31.
9. Kid Baltan: Colonel Bogey (Kenneth Alford), (1957), 2:59.
10. Henk Badings: Evolutionen, balletmuziek (1958), Overture, 2:17.
11. Henk Badings: Evolutionen, balletmuziek (1958), Air, 2:25.
12. Henk Badings: Evolutionen, balletmuziek (1958), Ragtime, 3:30.
13. Henk Badings: Evolutionen, balletmuziek (1958), Intermezzo, 2:48.
14. Henk Badings: Evolutionen, balletmuziek (1958), Waltz, 0:58.
15. Henk Badings: Evolutionen, balletmuziek (1958), Finale, 1:37.
16. Tom Dissevelt: Whirling, US title "Sonic Re-Entry, (1958), 2:35.
17. Tom Dissevelt: Syncopation, US title "Orbit Aurora, (1958), 2:59.
18. Tom Dissevelt: Drifting, US title "Moon Maid, (1959), 3:11.
19. Tom Dissevelt: Vibration, US title "The Visitor from Inner Space, (1959), 3:09.
20. Kid Baltan: Mechanical motions, (1957), US title "The Ray Makers, (1960), 7:25.
21. Tom Dissevelt: Intersection, US title "Twilight Ozone, (1961), 5:30.

Alle tracks zijn mono behalve 1 - 6, hoewel er in de documentaire Kamer 306 wordt uitgelegd dat het niet als stereo bedoeld was. Het linker kanaal was een luidsprekergroep die op het podium stond. Het rechter kanaal, een zogenoemd 'diffuus' spoor, was op meerdere plekken rondom in het publiek opgehangen, aangesloten op een reverb-installatie van Philips.

## Cd 2
De opnames zijn opgedeeld in a. concert music, b. film music en c. sound scenery (landschappen van geluid).
1. Dick Raaijmakers: (concert) Tweeklank, [US title: Contrasts] 1959 Donemus Amsterdam, 4:47.
2. Dick Raaijmakers: (concert) Pianoforte, 1960 Donemus Amsterdam, 4:58.
3. Henk Badings: (film) Variations Electronique, 1957, 9:58.
4. Dick Raaijmakers: (film) Achter de Schermen, 1960, 17:31.  (niet eerder uitgegeven)
5. Dick Raaijmakers: (film) Fuel for the Future, 1960, 12:14.
6. Dick Raaijmakers: (film) Bekaert: Het Andere Woord Voor Staaldraad, 1966, 15:46.
7. Dick Raaijmakers: (sound) Ein Reiterstück, 1966, 6:52.  (niet eerder uitgegeven)

## Cd 3

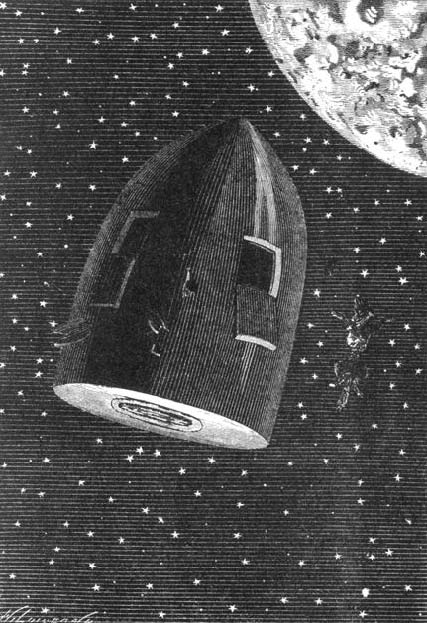
Illustratie uit het boek "De reis om de maan" van Jules Verne gebruikt voor de hoes van de cd Fantasy in Orbit

Fantasy in Orbit - Round the World with electronic music by Tom Dissevelt (1963). 

Geproduceerd in de toenmalige "Studio voor Elektronische Muziek" (STEM) van de Universiteit Utrecht. De muziek kan als voorloper worden beschouwd van de latere muziekstijl onder de naam van Minimal music.

"An astronaut's impression while orbiting the earth". 
1. Ignition 3:23
2. Atlantic 3:16
3. Spearhead 2:50
4. Zanzi 2:52
5. Anchor Chains 2:47
6. Tropicolour 3:57
7. Gamelan 3:06
8. Woomerangs 3:08
9. Waltzing Mathilda (Cowan/Patterson) 3:23
10. Pacific Dawn 3:49
11. Gold and Lead 2:40
12. Mexican Mirror 2:16
13. Seconds to Eternity 3:40
14. Re-entry 3:12

De originele titel was "Checkpoints" onder deze titel is het werk opgeslagen in de archieven van het Instituut voor Sonologie van het Koninklijk Conservatorium te Den Haag.

## Cd4
Deze cd is net als cd 2 opgedeeld in diverse categorieën, beginnend met alternatieve versies van sommige stukken van cd 1 en cd 3. Het bevat ook een groot aantal jingles, die gecomponeerd zijn voor tv-quiz/-shows, reclame, film en radio.

Een voorbeeld is de begintune van het STER reclameblok uit 1966, dat door Dick Raaijmakers is gecomponeerd.
De cd wordt afgesloten met afzonderlijke geluiden en lagen, die inzicht verschaffen in de techniek en de artistieke productiewijze van die tijd.

## Boekjes
1. Introduction - History: Electronic music behind the dikes. "Popular" and "Commercial
2. Philips Nat Lab - Natlab Goes Popular. Roelof Vermeulen. Poème Electronique
3. Henk Badings - Badings' writings on Dutch electronic music. De Bruyn on "Kaïn & Abel
4. Dick Raaijmakers - Dick Raaijmakers: A composer without notes. The man behind Kid Baltan
5. Tom Dissevelt - A Jazzman becomes composer of electronic music. 12-tone techniques. Zappa vs. Dissevelt
6. Film music - Variations Electroniques.  Light; Achter de schermen. Beckaert; Fuel for the Future
7. Track notes - Kees Tazelaar on sound restoration. Detailed track listings

## Gebruikte studioapparatuur
De hieronder genoemde instrumenten zijn te zien in het filmpje waarin Raaijmakers en Dissevelt hun techniek demonstreren.
- Philips 10039 en de 10039 varispeed bandrecorders
- Philips 10040 stereo "NRU plateau" bandrecorders
- Philips GM2315 en GM2307 RC generatoren voor toongeneratie en aansturing van de varispeed taperecorders
- Philips 9710M monitor luidspreker
- Elektronische drum
- Ondes-Martenot
- Ondioline
- Experimentele nagalmveer
- Philips GM5659 oscilloscoop
- Piek voltmeter
- 1000 watt lijnversterker voor de 10039
- Tape loop player
- Rohde & Schwarz octaaf filter
- Mengpaneel